# Foltoscsőrű gödény
A foltoscsőrű pelikán (Pelecanus philippensis) a madarak (Aves) osztályának gödényalakúak (Pelecaniformes) rendjébe, ezen belül a gödényfélék (Pelecanidae) családjába tartozó faj.

## Elterjedése
Ázsiában, Kambodzsa, India, Indonézia, Laosz, Mianmar, Nepál, Srí Lanka, Thaiföld és Vietnám területén honos.

## Megjelenése
Testhossza 125-150 centiméter, testtömege 6 kilogramm. A gödény legfeltűnőbb ismertetőjegye a hatalmas csőr.

## Életmódja
Túlnyomórészt halakkal táplálkozik.

## Rokon fajok
Európában a rózsás gödény és a borzas gödény található meg.